# Chasmocranus surinamensis
Chasmocranus surinamensis és una espècie de peix de la família dels heptaptèrids i de l'ordre dels siluriformes.

## Morfologia
Els mascles poden assolir els 12,3 cm de llargària total.

## Distribució geogràfica
Es troba a Sud-amèrica: conca del riu Surinam.